# تورنر دبليو. بيل
تورنر دبليو. بيل (بالإنجليزية: Turner W Bell)‏ هو محامي أمريكي، (و. 1818  م).